# (8105) 1994 WH2
(8105) 1994 WH2 est un astéroïde de la ceinture principale découvert en 1994.

## Description
(8105) 1994 WH2 a été découvert le 28 novembre 1994 à Kushiro (Japon) par Seiji Ueda et Hiroshi Kaneda.

### Caractéristiques orbitales
L'orbite de cet astéroïde est caractérisée par un demi-grand axe de 2,27 UA, un périhélie de 2,08 UA, une excentricité de 0,09 et une inclinaison de 5,11° par rapport à l'écliptique. Du fait de ces caractéristiques, à savoir un demi-grand axe compris entre 2 et 3,2 UA et un périhélie supérieur à 1,666 UA, il est classé, selon la JPL Small-Body Database, comme objet de la ceinture principale.

### Caractéristiques physiques
(8105) 1994 WH2 a une magnitude absolue (H) de 13,9 et un albédo estimé à 0,119.